# Bonetiella anomala
Bonetiella anomala là một loài thực vật có hoa trong họ Đào lộn hột. Loài này được (I.M.Johnst.) Rzed. mô tả khoa học đầu tiên năm 1957.